# Paracyprichromis nigripinnis
Paracyprichromis nigripinnis е вид лъчеперка от семейство Цихлиди (Cichlidae).

## Разпространение
Видът е разпространен в Демократична република Конго.